# Friedrich von Lindequist
Friedrich von Lindequist (Sagard, 15 settembre 1862 – Eberswalde, 25 giugno 1945) è stato un politico tedesco.
Servì come governatore dell'Africa Tedesca del Sud-Ovest dal novembre 1905 fino al 20 maggio 1907. Durante il suo mandato come governatore ha introdotto l'allevamento di Karakul ai coloni bianchi della colonia tedesca.
Lindequist servì più tardi nel Reichskolonialamt della Germania imperiale, come sottosegretario di Stato dal 1907 al 1910. Mentre ricopriva in questo incarico, "condusse una commissione sugli altipiani dell'Africa orientale tedesca per studiare la fattibilità di un insediamento espanso in Germania nella colonia." Servì come Segretario alle Colonie nel 1910 e nel 1911. Negoziò inoltre il Trattato Marocco-Congo del 1911 con la Francia. Più tardi prestò servizio in alti uffici politici durante il Terzo Reich.